# Romboló építész (Így jártam anyátokkal)
A Romboló építész az Így jártam anyátokkal című televízió-sorozat hatodik évadának ötödik epizódja. Eredetileg 2010. október 18-án vetítették, míg Magyarországon 2011. szeptember 12-én.
Ebben az epizódban Ted dilemma elé kerül a GNB székház megépítése kapcsán, miután találkozik egy lánnyal, aki a helyén álló épület megmentéséért küzd. Marshall kellemetlenül érzi magát, amikor megtudja, hogy Robin és Lily kibeszélik egymás közt a hálószobai titkaikat.

## Cselekmény
Tednek tetszik a Góliát Nemzeti Bank felépítésének ötlete, és alig várja, hogy elkezdődjön – mindaddig, amíg rá nem jön, hogy az épület az Arcadian szálló helyén fog állni. Valamikor egy csodálatos épület volt, de mára leromlott állapotú és a környékén is rengeteg transzvesztita prostituált kelleti magát. Ted szerint egy műemléket nem szabadna lerombolni, mire Barney előáll legújabb teóriájával: "az új mindig jobb". Ennek hangoztatásával győzködi Tedet, és közben rájön, hogy Ted véleményének megváltozásához egy nőnek is köze van. Kiderül, hogy a szálló mellett Ted megismert egy lányt, Zoeyt, aki szenvedélyesen küzd az épület megmaradásáért. Ted hazudik arról, hogy mi a foglalkozása, és inkább azt mondja, hogy állatorvos. Barney szerint nem is érdekli őt az Arcadian, és pont azt csinálja, mint már többször a múltban. Ted szerint ez nem igaz, és tényleg érdekli őt a szálló sorsa. Barney elhatározza, hogy a kezébe veszi az ügyet, és egy nagy molinó kifeszítésével leleplezi Tedet Zoey előtt. Ted dühös lesz, de Barney felvilágosítja arról, hogy az új épület az ő nagy álma volt. Sikeresen meggyőzi arról, hogy legalább átdolgozza a terveit, és az új tervek alapján az épület jobban hasonlít az Arcadian kialakítására. Odaadja az új terveket Zoeynak, és ekkor veszi észre, hogy a lány ujján jegygyűrű van – és jön rá, hogy Barneynak volt igaza, ez nem az épületről, hanem a lányról szólt. Így hát faképnél hagyja Zoeyt, kidobja az új terveket, és hazamegy. Otthon azon gondolkozik, találkoznak-e még valaha – ami hamarabb megtörténik, mint gondolná, a tiltakozók élén ugyanis megjelenik a lakása előtt és tojással dobálják meg őt.
Mindeközben kiderül, hogy Robin és Max is összejöttek. Miközben Lily erről számol be Marshallnak, megemlíti azt is, hogy Maxnek kicsi a pénisze. Marshall megdöbben, hogy hogyan képes Lily ilyen dolgokról ennyire nyíltan beszélni. Amikor aztán duplarandira mennek, folyamatosan az jár Marshall fejében, hogy Max pénisze kicsi. Mikor Max egy pillanatra elhagyja az asztalt, Lily rendreutasítja Marshallt, aki őket hibáztatja, hogy ilyenekről beszélnek. Lily szerint ez ugyanaz, mint a férfiöltözői beszélgetés, Marshall szerint viszont ott semmiről sem beszélgetnek. Legnagyobb megdöbbenésére megtudja, hogy Lily az ő kis titkaikat is elmeséli Robinnak. Aznap este jól fel is húzza magát ezen, és Lily kénytelen felhívni Robint, hogy Marshall "hatalmas teljesítményéről" beszélgessenek (mindannyiuk számára nyilvánvaló, hogy Marshall kérte meg erre őt). Másnap aztán az öltözőben Max elmondja a többieknek, hogy szakít Robinnal, mert olyasmit vár tőle el, amit nem tud megadni. Mikor Marshall a részletekről kérdezi őt, Max csak megerősíti a korábban általa mondottakat: ez egy öltöző, és itt férfiak nem beszélnek ilyenekről.

## Kontinuitás
- Lily biszexualitása és vonzalma Robin iránt ismét említésre kerül.
- Barney megemlíti, hogy az Arcadian esetleges lakóit kígyókkal üldöztetik el. A cég sötét praktikái más epizódokban is felmerültek ("A kecske", "A húúú-lányok")
- Ismét felbukkan az 50 éves Glen McKenna whisky.
- Barney az "Egy kis Minnesota" című részben is kölcsönzött forgószéket használt.
- Ted, Marshall és Barney a "Vén Clancy király" című epizód után ismét egy helyen dolgoznak.
- Ted a "Murtaugh" című részben beszélt olyan dolgokról, amelyekhez már túl öreg.
- Ted a "Háromnapos szabály" és a "Duplarandi" című részekben állította azt, hogy nem változik meg egy nő kedvéért sem.

## Jövőbeli visszautalások
- Ted és Zoey később is többször találkoznak – ellenséges viszonyuk a „Blitz-adás” című részben barátira fordul, majd össze is jönnek. Mindazonáltal az Arcadian szálló kérdése végig mérgezi a kapcsolatukat.
- Zoey férje a „Természettörténet” című részben bukkan fel.
- A „Szemét-sziget” című részben Barney kiszámítja, hogy Robin 18 hete nem szexelt – éppen ennyi idő telt el a két epizód között.
- Ted, Barney és Marshall a „Robbanó húsgolyók” című részig dolgoznak együtt, ekkor Marshall kilép a GNB-től.
- Ted „A tökéletes koktél” című részben átmenetileg Zoey oldalára áll. A „Műemlékek” című részben aztán meggondolja magát és ezért szakítanak, majd az „Elfogadom a kihívást” című részben a szállót lerombolják.
- Barney az „Elfogadom a kihívást” és a „Fergeteges hétvége” című részekben ismét felhozza „az új mindig jobb” teóriáját.

## Vendégszereplők
- Charlene Amoia - Wendy, a pincérnő
- Jennifer Morrison - Zoey Pierson
- Clinton Leupp - Drag Queen
- Geoff Stults - Max
- Jessica Blair Herman - Trish
- Ian Wolterstorff - betépett srác